# Bally Band
Die Bally Band war eine schweizerische Bandwarenfirma mit Sitz in Schönenwerd (Kanton Solothurn). Sie produzierte von 1814 bis 2005. Das Unternehmen besass zwar in der Person von Franz Ulrich Bally (1748–1810) denselben Stammvater wie die Bally Schuhfabriken AG (Bally Schuhhersteller), war aber zeitlebens unabhängig. Bereits in den 1820er Jahren beschäftigte die Firma mehrere hundert Heimarbeiterinnen und -arbeiter. Im Verlaufe ihrer fast 200-jährigen Aktivitäten durchlief die Fabrik, die mehrmals ihren Namen änderte, die gesamte Entwicklung der Bandwebetechnik vom Handwebstuhl über die grosse hölzerne Jacquardmaschine von 1897 bis zum kompakten computergesteuerten Webautomaten.

## Entstehung und Expansion
Franz Ulrich Bally (1748–1810) wanderte 1778 aus dem Vorarlberg nach Aarau ein und fand vorerst als Maurer Arbeit beim Aarauer Seidenbandfabrikanten Johann Rudolf Meyer. Bald erkannte dieser das Verkaufstalent des Maurers und setzte ihn als wandernden Verkäufer seiner Seidenbänder ein. Später machte sich Bally selbständig. Nach seinem Tod übernahmen seine beiden Söhne Peter und Niklaus zuerst das väterliche Geschäft, und 1814 nach Meyers Tod auch die Meyer´sche Bandfabrikation, die sie unter den Namen Franz Ulrich Bally Söhne führten und später nach Schönenwerd verlegten. Deshalb gilt 1814 als das Gründungsjahr der Bally Band.
Das rasch wachsende Unternehmen ging 1823 zur selbständigen Produktion der Bänder über, und zwar im Wesentlichen in Form der Posamenterei, auch Verlagswesen genannt, wie sie in der Region Basel verbreitet war: Bally-Hauswebstühle wurden in Bauernhäusern in Schönenwerd und Umgebung eingerichtet, Familienmitglieder produzierten die Bänder in Heimarbeit; dazu kam eine kleine Weberei in einem eigenen Neubau in Schönenwerd. Damals beschäftigte die Firma über 500 Heimarbeiterinnen und Heimarbeiter und betätigte sich bald auch im Export vorab in die deutschen Staaten, in die Levante und bis nach Indien. Die Firma bildete nach Ansicht der Solothurner Regierung von 1837 eines der bedeutendsten Manufakturwarengeschäfte der Schweiz.
1836 eröffneten die Gebrüder Bally im badischen Säckingen eine neue grosse Seidenbandfabrik. Sie sahen sich zu diesem Schritt gezwungen, weil der Beitritt der süddeutschen Staaten zum Deutschen Zollverein sie von ihrem wichtigsten Absatzmarkt abzuschneiden drohte. Auch die neue Fabrik jenseits des Rheins florierte bald. Das Mutterhaus in Schönenwerd seinerseits begann sukzessive nach Italien, in den Orient und nach Brasilien zu exportieren. In den 1840er Jahren wurde zudem die aussichtsreiche Produktion von Elastikbändern und Hosenträgern aufgenommen.

## Aufteilung
Nach dem Tod von Peter Bally-Herzog 1849 teilten dessen neun Söhne (sie alle waren im väterlichen Geschäft tätig) das Unternehmen in drei selbständige Betriebe auf:
1. Alexander und Peter Bally übernahmen die Schönenwerder Bandfabrik «F.U.Bally Söhne» unter der neuen Firma «Gebrüder Bally».
2. Jean, Theodor und Gustav Bally übernahmen auf eigene Rechnung die Säckinger Bandfabrik unter dem Namen «Franz Ulrich Bally Söhne».
3. Carl Franz und Fritz Bally übernahmen die bestehende Fabrikation der Elastikband-Artikel unter dem Namen «Bally & Co.», die somit die Vorläuferin der späteren «Bally Schuhfabriken AG» bildete.
Die drei Firmen gingen künftig weitgehend getrennte Wege.
Die beiden Söhne von Alexander Bally (1817–1872) verlegten das Schwergewicht der Fabrikation im Laufe der Zeit immer mehr auf den Betrieb in Schönenwerd. Denn die ehemals expandierende Heimindustrie schrumpfte zusehends, viele junge Leute wanderten in die neuen Industriebetriebe ab. 1896 bauten die Gebrüder Bally eine elektrifizierte neue Fabrikations-Shedhalle in Schönenwerd.
Am Ende des Ersten Weltkriegs beschäftigte die solothurnische Bandweberei in Schönenwerd etwa 300 Arbeiterinnen und Arbeiter, zudem etwa 750 Hausposamenter und -posamenterinnen in der weiteren Umgebung; die Tagesproduktion betrug rund 50´000 m Bänder aller Art.

## Jubiläen und Endphase
1964 beging die Bally Band AG ihr 150-Jahr-Jubiläum. Das ehemals stark exportorientierte Unternehmen hatte sich durch veränderte Marktbedürfnisse und technische Fortschritte in eine moderne Industrie verwandelt, die jetzt 90 % ihrer Produkte – Bänder (Tagesproduktion 100´000 Meter), Etiketten, Reissverschlussbänder, technische Gewebe – im Inland absetzte. Alleinaktionär war damals Peter Bally-von Teufenstein, der die Firma in 6. Generation führte. Sie beschäftigte im Jubiläumsjahr um die 260 Mitarbeitende und etwa 70 Heimarbeiterinnen, aufgrund der technischen Entwicklung und Rationalisierung mithin deutlich weniger als früher. 273 moderne Maschinen lieferten jährlich um die 40 Mio. Meter Band. 1978 übernahm die Bally Band AG die traditionsreiche Basler Seidenbandfirma Sarasin, Thurneysen AG. In den 1980er Jahren zwang vorab die Schrumpfung der Bekleidungsindustrie und damit des Etikettenabsatzes zu einer Verbreiterung der Angebotspalette und zu laufender Modernisierung des Maschinenparks. Angesichts des wachsenden Preiskampfs und der Nachfrageeinbrüche wurden in den 1990er Jahren eine Umstrukturierung und die Verlegung der Produktion von problemlosen Artikeln ins Ausland nötig.
Im Jubiläumsjahr 1989 (175 Jahre) bildete die Bally Band AG eine mittelgrosse Bandweberei mit rund 80 Mitarbeitenden und einem Umsatz von rund CHF 8 Mio. Seit 1915 eine fast reine Familien-AG, verfügte sie über ein Aktienkapital von 1,5 Mio. Im Jahr zuvor war die Firma in Ballimo AG umfirmiert worden, die die Funktion einer Holding und einer Immobiliengesellschaft hatte; die neu gegründete Produktionsgesellschaft zur Fortführung der industriellen Aktivitäten behielt die Firma Bally Band AG. 1992 wurde der Bereich Etiketten aus der Bally Band AG herausgelöst und in die neue Firma Bally Labels AG überführt, die kurz darauf an den schwedischen Konzern Nilorn verkauft wurde. Dieser schloss 2001 die Etikettenweberei in Schönenwerd und verlegte sie nach Belgien. Das Verkaufsbüro blieb in Schönenwerd bestehen. 2002 übernahm die Bandweberei Kuny AG in Küttigen die verbliebene Bally Band überführte diese 2005 nach Küttigen und verleibte sie in die Kuny AG ein. 2003 kaufte Martin Bally die Firma Bally Labels AG von der Nilörn Gruppe zurück und ging eine Partnerschaft mit der Schwedischen Gruppe ein. Fortan betrieb Bally Labels AG in Schönenwerd den Handel mit Trims und Kleinverpackung aller Arten (Etiketten, Hangtags, Accessoires). Ende 2022 verkaufte Martin Bally in der 7. Generation die Firma wieder an die Nilorn Gruppe in Schweden. Der Name Bally Labels AG bleibt bestehen. Die Firma ist heute eine unabhängige Zweigstelle der Nilorn Group und betreibt nach wie vor Handel mit Trims und Verpackung.